# Nikos Karypidis
Nikolaos „Nikos” Karypidis (gr. Νίκος Καρυπίδης; ur. w 1947) – grecki zapaśnik walczący w stylu wolnym. Olimpijczyk z Meksyku 1968, gdzie zajął czwarte miejsce w kategorii do 63 kg.
Brązowy medalista igrzysk śródziemnomorskich w 1967 i 1971 roku.